# Seria GP3 – Catalunya 2017
Runda GP3 na torze Circuit de Barcelona-Catalunya – pierwsza runda mistrzostw serii GP3 w sezonie 2017.

## Lista startowa
| Nr | Kierowca           | Zespół              | Samochód       | Silnik      | Opony |
| -- | ------------------ | ------------------- | -------------- | ----------- | ----- |
| 1  | Jack Aitken        | ART Grand Prix      | Dallara GP3/16 | AER V6 3.4l | P     |
| 2  | Nirei Fukuzumi     | ART Grand Prix      | Dallara GP3/16 | AER V6 3.4l | P     |
| 3  | George Russell     | ART Grand Prix      | Dallara GP3/16 | AER V6 3.4l | P     |
| 4  | Anthoine Hubert    | ART Grand Prix      | Dallara GP3/16 | AER V6 3.4l | P     |
| 5  | Niko Kari          | Arden International | Dallara GP3/16 | AER V6 3.4l | P     |
| 6  | Leonardo Pulcini   | Arden International | Dallara GP3/16 | AER V6 3.4l | P     |
| 7  | Steijn Schothorst  | Arden International | Dallara GP3/16 | AER V6 3.4l | P     |
| 9  | Kevin Jörg         | Trident             | Dallara GP3/16 | AER V6 3.4l | P     |
| 10 | Giuliano Alesi     | Trident             | Dallara GP3/16 | AER V6 3.4l | P     |
| 11 | Ryan Tveter        | Trident             | Dallara GP3/16 | AER V6 3.4l | P     |
| 12 | Dorian Boccolacci  | Trident             | Dallara GP3/16 | AER V6 3.4l | P     |
| 14 | Santino Ferrucci   | DAMS                | Dallara GP3/16 | AER V6 3.4l | P     |
| 15 | Tatiana Calderón   | DAMS                | Dallara GP3/16 | AER V6 3.4l | P     |
| 16 | Bruno Baptista     | DAMS                | Dallara GP3/16 | AER V6 3.4l | P     |
| 18 | Nikita Mazepin     | Hilmer Motorsport   | Dallara GP3/16 | AER V6 3.4l | P     |
| 19 | Jehan Daruvala     | Hilmer Motorsport   | Dallara GP3/16 | AER V6 3.4l | P     |
| 20 | Maximilian Günther | Hilmer Motorsport   | Dallara GP3/16 | AER V6 3.4l | P     |
| 22 | Alessio Lorandi    | Jenzer Motorsport   | Dallara GP3/16 | AER V6 3.4l | P     |
| 24 | Arjun Maini        | Jenzer Motorsport   | Dallara GP3/16 | AER V6 3.4l | P     |
| 26 | Julien Falchero    | Campos Racing       | Dallara GP3/16 | AER V6 3.4l | P     |
| 27 | Raoul Hyman        | Campos Racing       | Dallara GP3/16 | AER V6 3.4l | P     |
| 28 | Marcos Siebert     | Campos Racing       | Dallara GP3/16 | AER V6 3.4l | P     |
| 30 | Tadasuke Makino    | Russian Time        | Dallara GP3/16 | AER V6 3.4l | P     |
| 31 | Lando Norris       | Russian Time        | Dallara GP3/16 | AER V6 3.4l | P     |
| 32 | Jake Hughes        | Russian Time        | Dallara GP3/16 | AER V6 3.4l | P     |
| Nr | Kierowca           | Zespół              | Samochód       | Silnik      | Opony |

## Wyniki

### Sesja treningowa
| Nr | Kierowca       | Konstruktor    | Czas     | Okr. |
| -- | -------------- | -------------- | -------- | ---- |
| 2  | Nirei Fukuzumi | ART Grand Prix | 1:35,933 | 17   |

### Kwalifikacje
Źródło: gp3series.com
| 1                 | 1  | Jack Aitken       | ART Grand Prix      | 1:34,187 | 1       |
| 2                 | 2  | Nirei Fukuzumi    | ART Grand Prix      | 1:34,358 | 2       |
| 3                 | 12 | Dorian Boccolacci | Trident             | 1:34,380 | 3       |
| 4                 | 3  | George Russell    | ART Grand Prix      | 1:34,468 | 4       |
| 5                 | 6  | Leonardo Pulcini  | Arden International | 1:34,602 | 5       |
| 6                 | 24 | Arjun Maini       | Jenzer Motorsport   | 1:34,685 | 6       |
| 7                 | 10 | Giuliano Alesi    | Trident             | 1:34,708 | 10      |
| 8                 | 22 | Alessio Lorandi   | Jenzer Motorsport   | 1:34,720 | 7       |
| 9                 | 28 | Marcos Siebert    | Campos Racing       | 1:34,788 | 8       |
| 10                | 4  | Anthoine Hubert   | ART Grand Prix      | 1:34,866 | 9       |
| 11                | 27 | Raoul Hyman       | Campos Racing       | 1:35,031 | 11      |
| 12                | 7  | Steijn Schothorst | Arden International | 1:35,041 | 12      |
| 13                | 14 | Santino Ferrucci  | DAMS                | 1:35,070 | 13      |
| 14                | 26 | Julien Falchero   | Campos Racing       | 1:35,088 | 14      |
| 15                | 11 | Ryan Tveter       | Trident             | 1:35,224 | 15      |
| 16                | 9  | Kevin Jörg        | Trident             | 1:35,423 | 16      |
| 17                | 15 | Tatiana Calderón  | DAMS                | 1:35,613 | 17      |
| 18                | 16 | Bruno Baptista    | DAMS                | 1:35,851 | 18      |
| Zdyskwalifikowani |    |                   |                     |          |         |
|                   | 5  | Niko Kari         | Arden International | 1:34,964 | PIT     |
| Poz.              | Nr | Kierowca          | Konstruktor         | Czas     | Poz. s. |

### Wyścig 1

#### Wyścig
Źródło: Wyprzedź Mnie!
| P                 | + / –     | Nr | Kierowca          | Konstruktor         | Okr. | Czas / Strata | Komentarz |
| ----------------- | --------- | -- | ----------------- | ------------------- | ---- | ------------- | --------- |
| 1                 | 1         | 2  | Nirei Fukuzumi    | ART Grand Prix      | 22   | 36:41,269     |           |
| 2                 | 3         | 6  | Leonardo Pulcini  | Arden International | 22   | +0:07,433     |           |
| 3                 | 4         | 22 | Alessio Lorandi   | Jenzer Motorsport   | 22   | +0:07,889     |           |
| 4                 | Bez zmian | 3  | George Russell    | ART Grand Prix      | 22   | +0:11,807     |           |
| 5                 | 4         | 4  | Anthoine Hubert   | ART Grand Prix      | 22   | +0:12,159     |           |
| 6                 | 3         | 12 | Dorian Boccolacci | Trident             | 22   | +0:14,364     |           |
| 7                 | 1         | 24 | Arjun Maini       | Jenzer Motorsport   | 22   | +0:14,906     |           |
| 8                 | 3         | 27 | Raoul Hyman       | Campos Racing       | 22   | +0:30,986     |           |
| 9                 | 4         | 14 | Santino Ferrucci  | DAMS                | 22   | +0:31,314     |           |
| 10                | 2         | 28 | Marcos Siebert    | Campos Racing       | 22   | +0:31,357     |           |
| 11                | 3         | 26 | Julien Falchero   | Campos Racing       | 22   | +0:31,912     |           |
| 12                | 3         | 11 | Ryan Tveter       | Trident             | 22   | +0:32,228     |           |
| 13                | 3         | 9  | Kevin Jörg        | Trident             | 22   | +0:32,916     |           |
| 14                | 3         | 15 | Tatiana Calderón  | DAMS                | 22   | +0:33,288     |           |
| 15                | 4         | 5  | Niko Kari         | Arden International | 22   | +0:35,996     |           |
| 16                | 2         | 16 | Bruno Baptista    | DAMS                | 22   | +0:37,783     |           |
| 17                | 7         | 10 | Giuliano Alesi    | Trident             | 22   | +0:38,240     |           |
| 18                | 6         | 7  | Steijn Schothorst | Arden International | 22   | +0:39,412     |           |
| Niesklasyfikowani |           |    |                   |                     |      |               |           |
|                   |           | 1  | Jack Aitken       | ART Grand Prix      | 16   | +10 okr.      |           |
| P                 | + / –     | Nr | Kierowca          | Konstruktor         | Okr. | Czas / Strata | Komentarz |

#### Najszybsze okrążenie
| Nr | Kierowca        | Konstruktor    | Czas     | Okr. |
| -- | --------------- | -------------- | -------- | ---- |
| 4  | Anthoine Hubert | ART Grand Prix | 1:39,386 | 9    |

### Wyścig 2

#### Wyścig
Źródło: Wyprzedź Mnie!
| P                 | + / –     | Nr | Kierowca          | Konstruktor         | Okr. | Czas / Strata | Komentarz |
| ----------------- | --------- | -- | ----------------- | ------------------- | ---- | ------------- | --------- |
| 1                 | 1         | 24 | Arjun Maini       | Jenzer Motorsport   | 17   | 28:05,908     |           |
| 2                 | 1         | 12 | Dorian Boccolacci | Trident             | 17   | +0:06,060     |           |
| 3                 | 3         | 22 | Alessio Lorandi   | Jenzer Motorsport   | 17   | +0:07,171     |           |
| 4                 | Bez zmian | 4  | Anthoine Hubert   | ART Grand Prix      | 17   | +0:08,268     |           |
| 5                 | Bez zmian | 3  | George Russell    | ART Grand Prix      | 17   | +0:09,335     |           |
| 6                 | 2         | 2  | Nirei Fukuzumi    | ART Grand Prix      | 17   | +0:11,309     |           |
| 7                 | 6         | 27 | Raoul Hyman       | Campos Racing       | 17   | +0:14,085     |           |
| 8                 | 1         | 14 | Santino Ferrucci  | DAMS                | 17   | +0:16,638     |           |
| 9                 | 4         | 9  | Kevin Jörg        | Trident             | 17   | +0:17,813     |           |
| 10                | 1         | 26 | Julien Falchero   | Campos Racing       | 17   | +0:20,265     |           |
| 11                | 6         | 10 | Giuliano Alesi    | Trident             | 17   | +0:23,251     |           |
| 12                | 7         | 1  | Jack Aitken       | ART Grand Prix      | 17   | +0:23,511     |           |
| 13                | 3         | 16 | Bruno Baptista    | DAMS                | 17   | +0:26,863     |           |
| 14                | 1         | 5  | Niko Kari         | Arden International | 17   | +0:27,888     |           |
| 15                | 3         | 7  | Steijn Schothorst | Arden International | 17   | +0:29,709     |           |
| 16                | 6         | 28 | Marcos Siebert    | Campos Racing       | 17   | +0:31,093     |           |
| 17                | 10        | 6  | Leonardo Pulcini  | Arden International | 17   | +1:06,654     |           |
| 18                | 6         | 11 | Ryan Tveter       | Trident             | 16   | +10 okr.      |           |
| Niesklasyfikowani |           |    |                   |                     |      |               |           |
|                   |           | 15 | Tatiana Calderón  | DAMS                | 11   | +15 okr.      |           |
| P                 | + / –     | Nr | Kierowca          | Konstruktor         | Okr. | Czas / Strata | Komentarz |

#### Najszybsze okrążenie
| Nr | Kierowca         | Konstruktor         | Czas     | Okr. |
| -- | ---------------- | ------------------- | -------- | ---- |
| 6  | Leonardo Pulcini | Arden International | 1:37,654 | 4    |

#### Premia za najszybsze okrążenie w TOP 10
| Nr | Kierowca       | Konstruktor    | Czas     | Okr. |
| -- | -------------- | -------------- | -------- | ---- |
| 3  | George Russell | ART Grand Prix | 1:38,099 | 15   |

## Klasyfikacja po zakończeniu rundy

### Kierowcy
| P  | +/− | Kierowca          | Starty | Punkty | P1 | P2 | P3 | PP | NO | NS |
| -- | --- | ----------------- | ------ | ------ | -- | -- | -- | -- | -- | -- |
| 1  | N   | Nirei Fukuzumi    | 2      | 29     | 1  | –  | –  | –  | –  | –  |
| 2  | N   | Alessio Lorandi   | 2      | 25     | –  | –  | 2  | –  | –  | –  |
| 3  | N   | Arjun Maini       | 2      | 21     | 1  | –  | –  | –  | –  | –  |
| 4  | N   | Dorian Boccolacci | 2      | 20     | –  | 1  | –  | –  | –  | –  |
| 5  | N   | George Russell    | 2      | 20     | –  | –  | –  | –  | 1  | –  |
| 6  | N   | Anthoine Hubert   | 2      | 20     | –  | –  | –  | –  | 1  | –  |
| 7  | N   | Leonardo Pulcini  | 2      | 18     | –  | 1  | –  | –  | –  | –  |
| 8  | N   | Raoul Hyman       | 2      | 6      | –  | –  | –  | –  | –  | –  |
| 9  | N   | Jack Aitken       | 2      | 4      | –  | –  | –  | 1  | –  | 1  |
| 10 | N   | Santino Ferrucci  | 2      | 3      | –  | –  | –  | –  | –  | –  |
| 11 | N   | Marcos Siebert    | 2      | 1      | –  | –  | –  | –  | –  | –  |
| 12 | N   | Kevin Jörg        | 2      | 0      | –  | –  | –  | –  | –  | –  |
| 13 | N   | Julien Falchero   | 2      | 0      | –  | –  | –  | –  | –  | –  |
| 14 | N   | Giuliano Alesi    | 2      | 0      | –  | –  | –  | –  | –  | –  |
| 15 | N   | Ryan Tveter       | 2      | 0      | –  | –  | –  | –  | –  | –  |
| 16 | N   | Bruno Baptista    | 2      | 0      | –  | –  | –  | –  | –  | –  |
| 17 | N   | Niko Kari         | 2      | 0      | –  | –  | –  | –  | –  | –  |
| 18 | N   | Tatiana Calderón  | 2      | 0      | –  | –  | –  | –  | –  | 1  |
| 19 | N   | Steijn Schothorst | 2      | 0      | –  | –  | –  | –  | –  | –  |
| P  | +/− | Kierowca          | Starty | Punkty | P1 | P2 | P3 | PP | NO | NS |

### Zespoły
| P | +/− | Konstruktor         | Starty | Punkty | P1 | P2 | P3 | PP | NO | NS |
| - | --- | ------------------- | ------ | ------ | -- | -- | -- | -- | -- | -- |
| 1 | N   | ART Grand Prix      | 8      | 73     | 1  | –  | –  | 1  | 2  | 1  |
| 2 | N   | Jenzer Motorsport   | 4      | 46     | 1  | –  | 2  | –  | –  | –  |
| 3 | N   | Trident             | 8      | 20     | –  | 1  | –  | –  | –  | –  |
| 4 | N   | Arden International | 6      | 18     | –  | 1  | –  | –  | –  | –  |
| 5 | N   | Campos Racing       | 6      | 7      | –  | –  | –  | –  | –  | –  |
| 6 | N   | DAMS                | 6      | 3      | –  | –  | –  | –  | –  | 1  |
| P | +/− | Kierowca            | Starty | Punkty | P1 | P2 | P3 | PP | NO | NS |